# جون دبليو. دوغلاس
جون دبليو. دوغلاس (بالإنجليزية: John W. Douglas)‏ هو ضابط أمريكي، ولد في 15 أغسطس 1921، وتوفي في 2 يونيو 2010 بسبب سكتة.